# České florbalové soutěže
České florbalové soutěže se rozvíjely systematicky po roce 1992. V roce 1993 byla sehrána kvalifikace a poté první ročník mužské ligy. V dalších letech s rozšířením florbalu po celém Česku vzniklo postupně devět výkonnostních tříd a přes 2,5 tisíce týmů. Florbal se rychle rozvíjí na všech věkových úrovních a umožnil nejlepším českým hráčům soutěžit i na mezinárodní úrovni.

## Současné soutěže
Český florbal pro sezónu 2024/2025 vypsal tyto ligové soutěže:

### Soutěže mužů
- Superliga florbalu – celostátní soutěž pro 14 týmů, nejvyšší mužská soutěž v Česku
- 1. florbalová liga mužů – celostátní soutěž pro 14 týmů
- Národní florbalová liga mužů má dvě skupiny 
  - Západ – 12 týmů z Čech
  - Východ – 12 týmů z Moravy a Slezska
- Divize je rozdělena do pěti skupin
  - Divize A – 12 týmů z Prahy a severozápadních Čech
  - Divize B – 12 týmů z Prahy a jihozápadních Čech
  - Divize C – 12 týmů z Prahy a severovýchodních Čech
  - Divize D – 12 týmů z pomezí Čech a Moravy
  - Divize E – 12 týmů z Moravy a Slezska

- Regionální liga – celkem devět skupin
- V jednotlivých regionech jsou další jedna až čtyři úrovně soutěží, s názvy Liga, Přebor, Soutěž a Třída.

### Soutěže žen
- Extraliga žen ve florbale – celostátní soutěž pro 11 týmů, nejvyšší ženská soutěž v Česku
- 1. florbalová liga žen má dvě skupiny
  - Západ – 14 týmů ze západní části Česka
  - Východ – 10 týmů z východní části Česka

- V některých regionech 2.  liga, v Praze a Středočeském kraji i 3. liga.

### Soutěže juniorů (do 19 let)
Týmy se nejdříve utkají v kvalifikaci, ve které se rozhodne, jestli bude tým působit v CE lize, nebo v 1. lize. V play-off se ligy opět spojí a týmy se utkají o titul mistra Česka v kategorii juniorů.
- CE liga juniorů – celostátní soutěž pro 12 týmů
- 1. liga juniorů má dvě skupiny, z každé skupiny postoupí 6 týmů do play-off
  - Skupina A – 10 týmů ze západní části Česka
  - Skupina B – 9 týmů z východní části Česka

- 2. liga juniorů – v každém regionu, celkem 7 skupin

### Soutěže juniorek (do 19 let)
- 1. liga juniorek – celostátní soutěž pro 11 týmů

### Soutěže dorostenců (do 17 let)
- 1. liga dorostenců je rozdělena do dvou skupin
  - Skupina A – 29 týmů z Prahy a západních, severních a jižních Čech
  - Skupina B – 29 týmů z Prahy, východní části Čech a Moravy

- 2. liga dorostenců – v každém regionu, celkem 7 skupin

### Soutěže dorostenek (do 17 let)
- 1. liga dorostenek – pořádaná ve většině regionů, dva nejlepší týmy postupují do celostátního play-off

### Soutěže starších žáků (do 15 let)
- Liga starších žáků – v každém regionu, celkem 7 skupin

### Pohárové soutěže
- Pohár Českého florbalu – pořádá se každý rok pro muže i ženy ze všech výkonnostních tříd